# Villerest
Villerest – miejscowość i gmina we Francji, w regionie Owernia-Rodan-Alpy, w departamencie Loara.
Według danych na rok 1990 gminę zamieszkiwały 4104 osoby, a gęstość zaludnienia wynosiła 277 osób/km² (wśród 2880 gmin regionu Rodan-Alpy Villerest plasuje się na 211. miejscu pod względem liczby ludności, natomiast pod względem powierzchni na miejscu 781.).

## Galeria

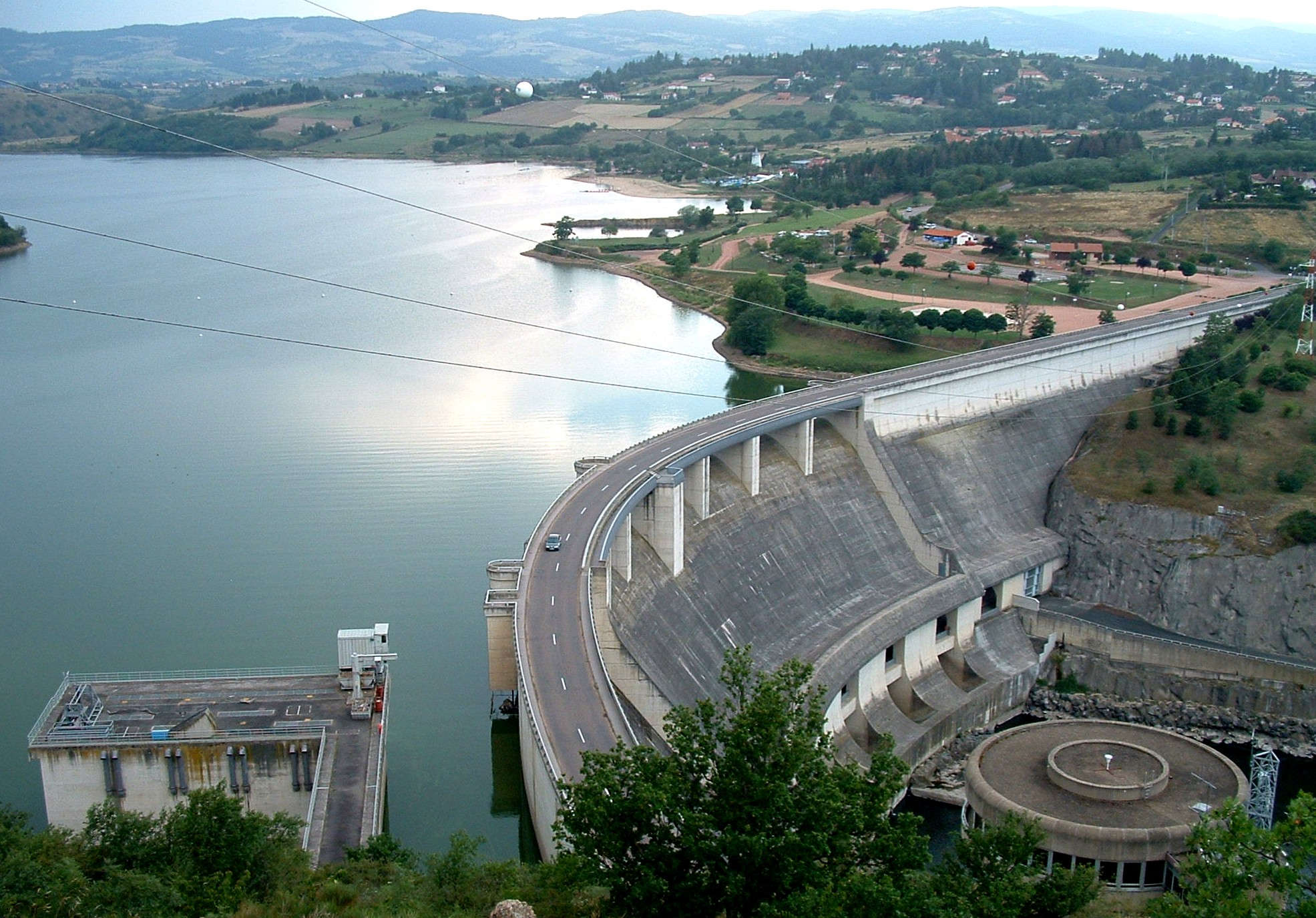
Zapora wodna w Villerest, 2010
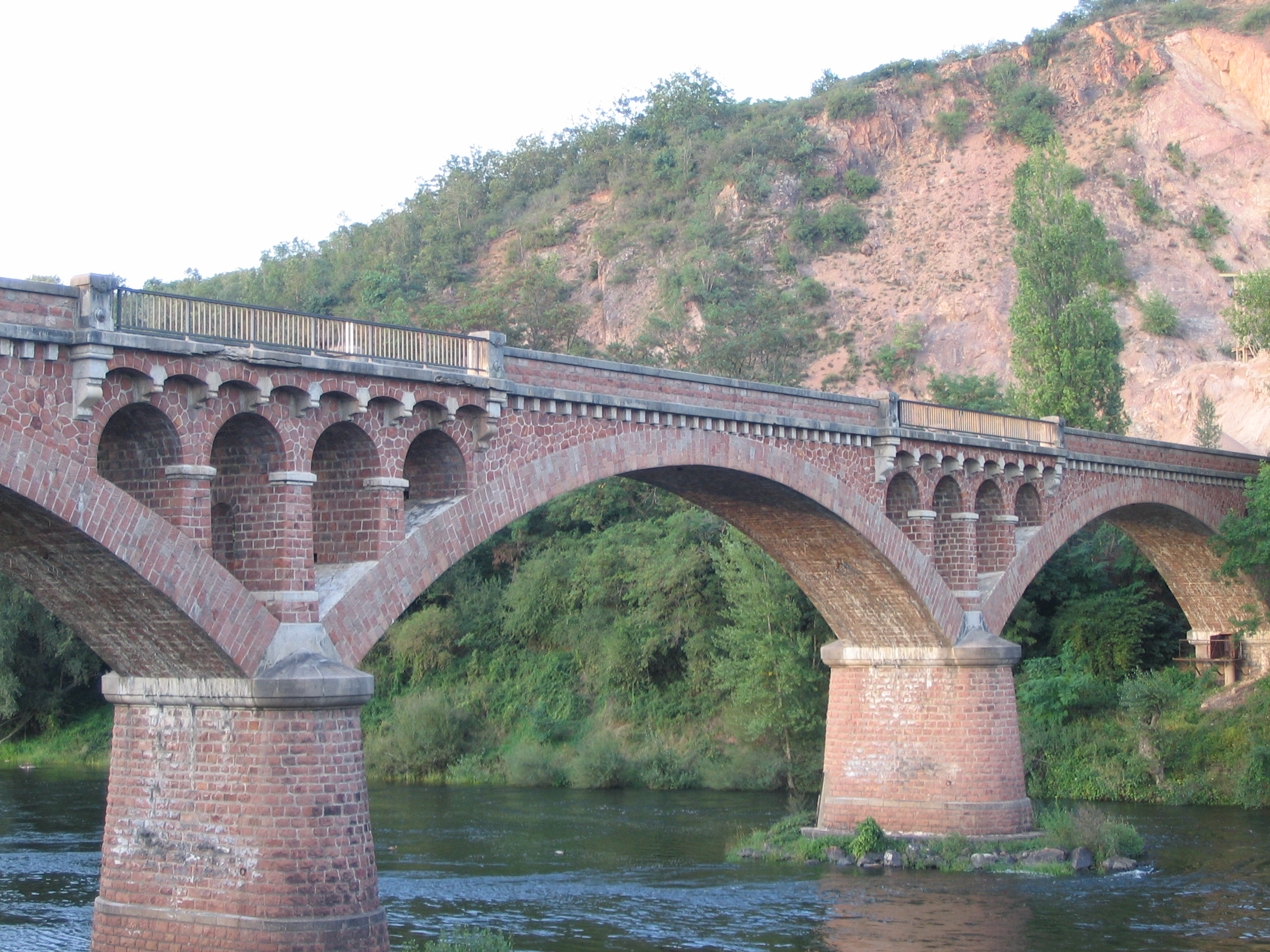
Wiadukt w Villerest, 2006
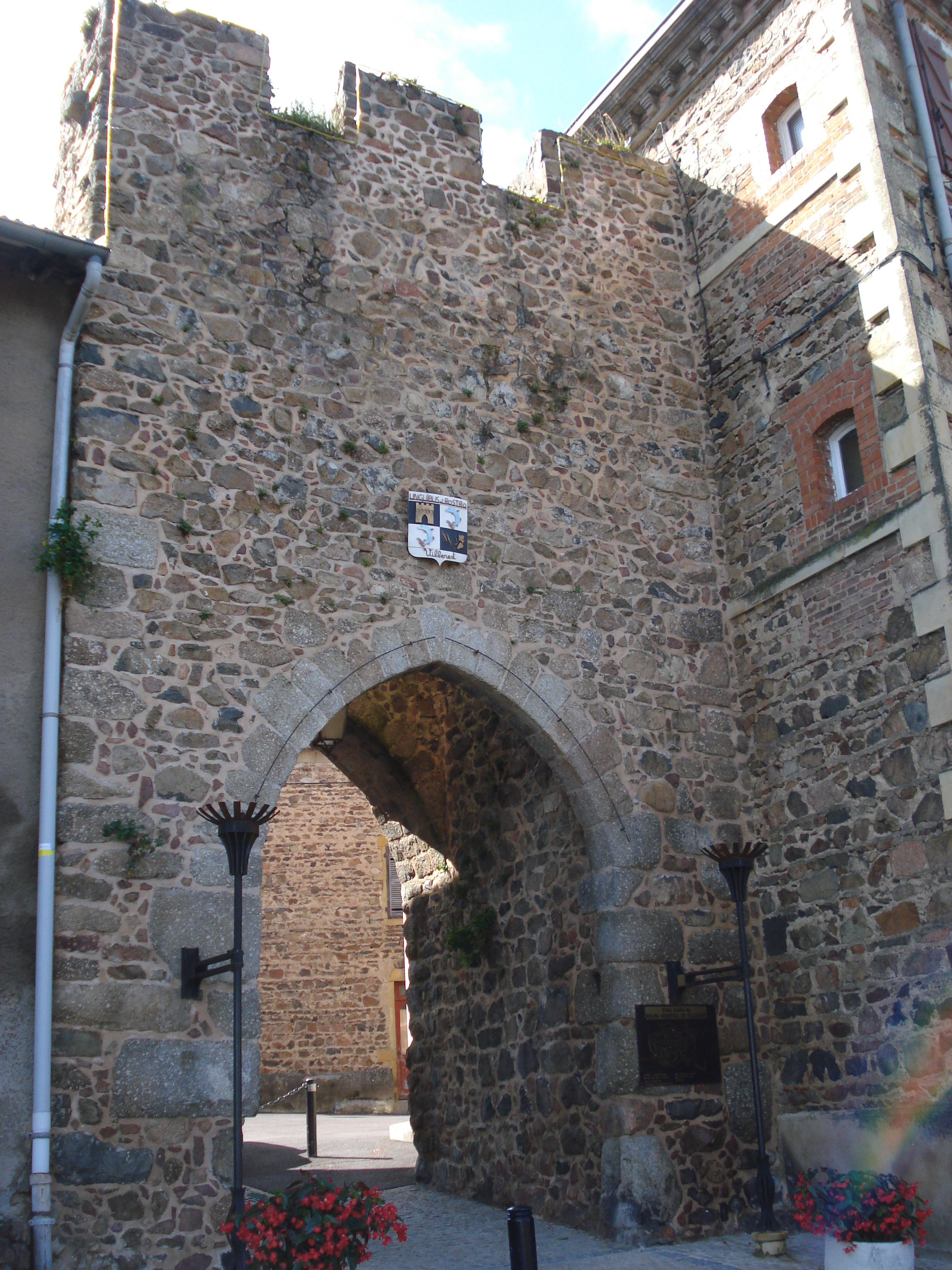
Średniowieczna brama w Villerest, 2009

## Miasta partnerskie
- Piatra Neamț, Rumunia